# Electrik Red
Electrik Red ist eine US-amerikanische R&B-Girlgroup, die 2005 gegründet wurde und aus den vier Mitgliedern Kyndra Reevey, Lesley Lewis, Naomi Allen und Sarah Rosete besteht. Bekannt wurde die Band durch ihr Debütalbum How to be a Lady: Volume 1, das sich in der ersten Woche bereits 5000 Mal verkaufte. Die Bandmitglieder kommen aus verschiedenen Orten der Vereinigten Staaten, jedoch wurde die Band in Los Angeles gegründet.

## Bandgeschichte
Die beiden Mitglieder Kyndra Reevey und Lesley Lewis kannten sich schon seit der Kindheit und begannen ihre Karriere als Backgroundtänzer für Usher. Reevey und Lewis fragten Rosete, ob sie der Band beitreten wollte, Rosete bestätigte das Angebot aber nur unter der Bedingung ihre beste Freundin Naomi Allen kennenzulernen. Lewis und Reevey waren beeindruckt und stimmten der Forderung zu. Die Band ging nach Los Angeles um als Tänzergroup anzufangen. Sie tanzten unter anderem in Videos von Akon, Chris Brown oder Mariah Carey. Später begannen sie auch Musik zu produzieren, und brachten ihr Debütalbum How to be a Lady: Volume 1 raus. Die internationalen Erfolgen blieben aus, jedoch konnte sich die Band auf Platz 100 der Billboard Hot 100 platzieren. Die Debütsingle So Good mit Lil Wayne erreichte Platz 60 der Billboard-R&B/Hip-Hop-Charts.

## Diskografie

### Alben
- 2009: How to Be a Lady: Volume 1

### Singles
- 2008: Drink in My Cup
- 2009: So Good